# Ахалі Терджола
Ахалі Терджола (груз. ახალი თერჯოლა) — село в Грузії.
За даними перепису населення 2014 року в селі проживає 1170 осіб.